# Andinobates cassidyhornae
Andinobates cassidyhornae es una especie de anfibio anuro de la familia Dendrobatidae.

## Distribución geográfica
Esta especie es endémica de Colombia. Se encuentra en los departamentos de Chocó y Antioquia en la Cordillera Occidental.

## Etimología
Esta especie lleva el nombre en honor a Cassidy Horn.

## Publicación original
- Amézquita, Márquez, Medina, Mejía-Vargas, Kahn, Suárez & Mazariegos, 2013: A new species of Andean poison frog, Andinobates (Anura: Dendrobatidae), from the northwestern Andes of Colombia. Zootaxa, n.º 3620 (1), p. 163–178.[4]